# St. Stevensbrug
De St. Stevensbrug is een brug in het centrum van de stad Delft, in de Nederlandse provincie Zuid-Holland. De brug ligt aan het einde van de Voorstraat bij de Kolk, en is een rijksmonument.
Hij overbrugt het water van de Voorstraat.

## Naamgeving
De gemetselde boogbrug is volgens P.C. Visser genoemd naar de patroonheilige van het bierbrouwersgilde: St. Stephanus. Wat deze brug met het gilde te maken had, is niet bekend. 
Het is de vraag of Visser gelijk had; het heiligenboek van Stijn van der Linden noemt vele Stephanussen, maar geen enkele is patroonheilige van bierbrouwers. Wel vervullen veel andere heiligen deze functie. Het dichtst in de buurt komt St. Stefanus, de eerste martelaar, die patroonheilige is van o.a. de kuipers.